# Cerkiew Narodzenia św. Jana Chrzciciela w Gładyszowie (2021)
Cerkiew pod wezwaniem Narodzenia św. Jana Chrzciciela – prawosławna cerkiew (w rozpoczętej w 2021 budowie), znajdująca się w Gładyszowie. Należy do dekanatu Gorlice diecezji przemysko-gorlickiej Polskiego Autokefalicznego Kościoła Prawosławnego.

## Historia
Starania o budowę nowej cerkwi prawosławnej w Gładyszowie trwały kilka lat. Wspólnota parafialna postanowiła by nowa świątynia, która zastąpi dotychczas użytkowaną niewielką dawną kaplicę greckokatolicką, była repliką nieistniejącej drewnianej cerkwi Świętych Kosmy i Damiana w Nieznajowej. Wybudowana w 1780 cerkiew w Nieznajowej, opuszczana po II wojnie światowej popadła w ruinę i  została rozebrana w 1973. Niektóre jej elementy są przechowywane w cerkwi muzeum w Bartnem: fragmenty tragarzy oraz piękny portal zamknięty łukiem trójlistnym z inskrypcją, datą budowy i malowanymi postaciami Piotra i Pawła.
Budowę nowej cerkwi rozpoczęto w 2021 w miejscu starej szkoły. W 2022 wmurowano kamień węgielny. Planuje się, że w 2025 nastąpi jej poświęcenie, w 75 rocznicę Akcji „Wisła”.  

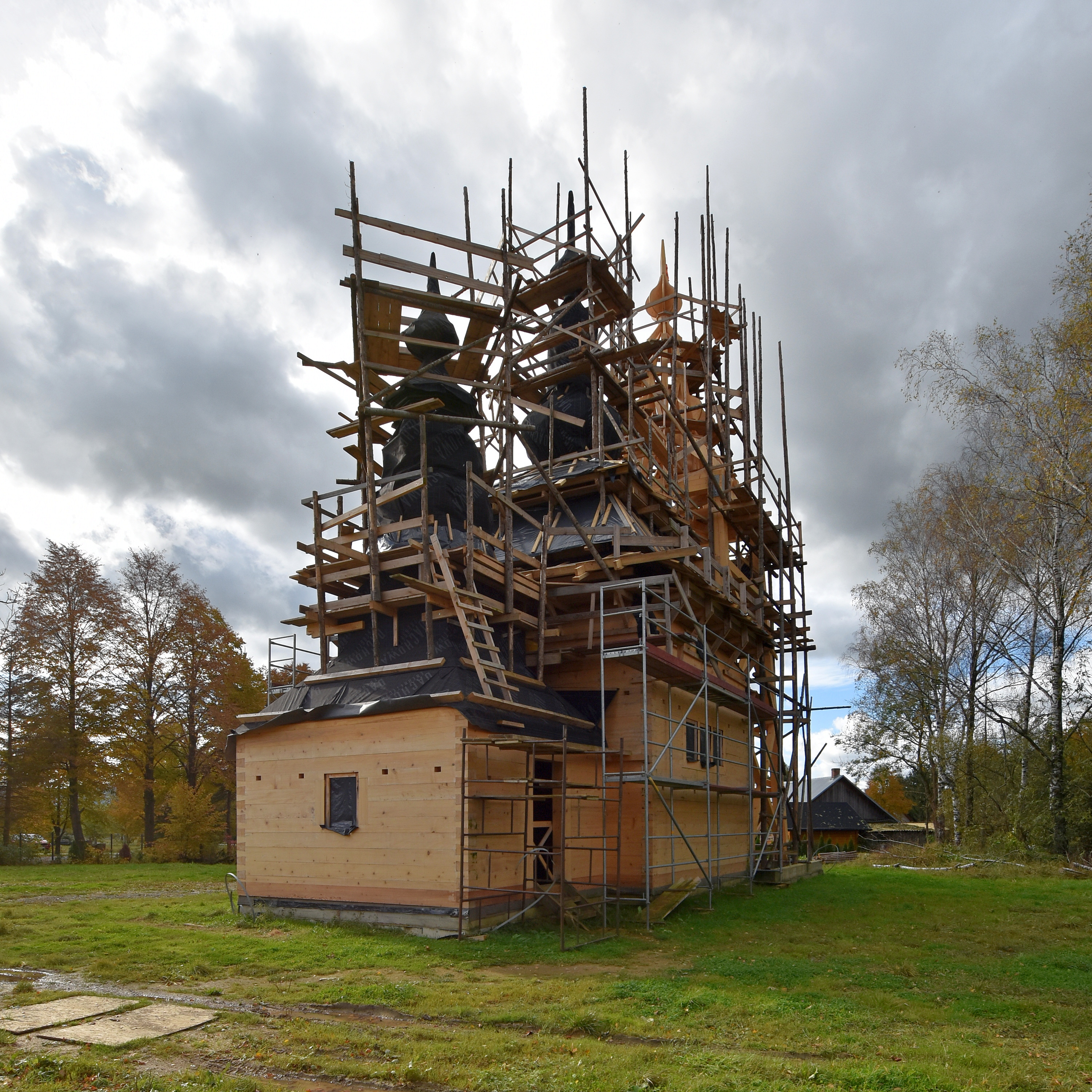
Elewacja tylna
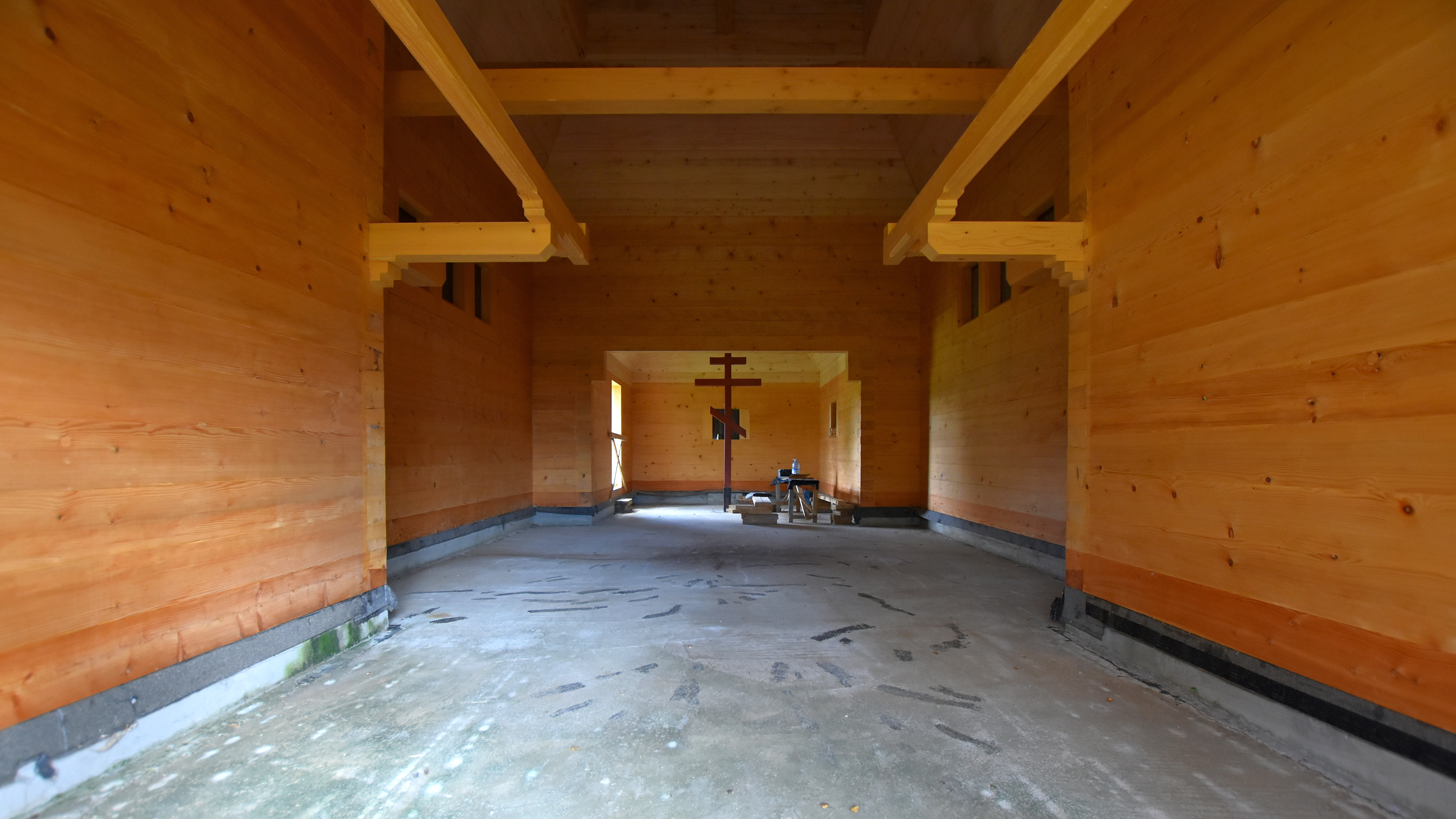
Wnętrze
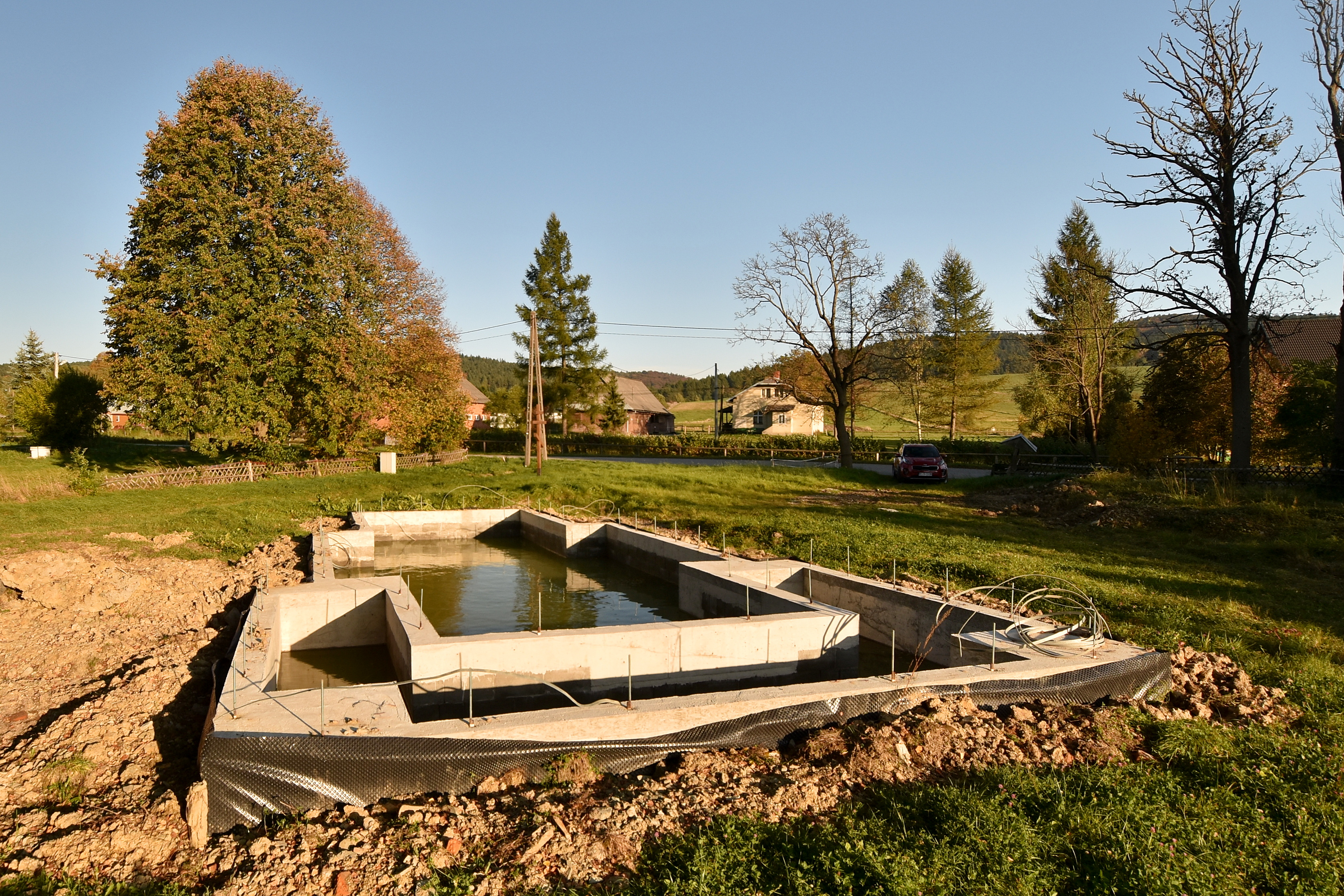
Stan 2021